# Polémon d'Athènes
Pour les articles homonymes, voir Polémon.
Polémon d'Athènes (en grec ancien : Πολέμων) est un éminent philosophe platonicien et troisième successeur de Platon comme scholarque à la tête de l'Académie de 314 ou 313 av. J.-C. à 270 ou 269 av. J.-C.

## Notice biographique
Il est né à une date inconnue, peut-être vers 340 av. J.-C., et mort vers 270 ou 269. Né dans une famille riche, il connut la déchéance de boisson, jusqu'à entrer à l'école de Xénocrate, dont il fut l’élève. Il fut l’éraste de Cratès d'Athènes, qui lui succéda à la tête de l'Académie (vers 275). Il passa la majeure partie de son temps au jardin de l’Académie, au point que les disciples construisirent des cabanes pour vivre auprès de lui, près du lieu des Muses et de l’amphithéâtre où il donnait ses cours. Inséparables au point que l'on disait qu'ils réglaient leur respiration l'un sur l'autre, Polémon et lui partagèrent la même sépulture. Athénée raconte que Polémon donnait comme conseil à ceux qui partaient à un souper, de faire en sorte que le vin leur parût agréable, non seulement en le buvant, mais également le lendemain. 

## Philosophie
Le peu que nous savons de Polémon concerne presque exclusivement l’éthique. Il privilégiait l’action morale et critiquait ceux qui se consacraient aux spéculations logiques. Il définissait le souverain bien comme la vie conforme à la nature et semble avoir fortement influencé son élève Zénon qui devait fonder le stoïcisme.